# Mariola Siwczyk
Mariola Siwczyk z domu Tułaj (ur. 12 stycznia 1972 w Rudzie Śląskiej, zm. 19 lutego 2008 tamże) – polska piłkarka ręczna.

## Kariera sportowa
Od początku swojej kariery trenowała w drużynie klubu Zgoda Ruda Śląska. Jako jego zawodniczka wzięła udział w 53 meczach reprezentacji Polski zdobywając 53 bramki. W 2002 odeszła z klubu, zmarła nagle 19 lutego 2008.